# Bjelajci
Bjelajci is een plaats in de gemeente Pakrac in de Kroatische provincie Požega-Slavonië. De plaats telt 13 inwoners (2001).